# Hl. Familie (Vienenburg)

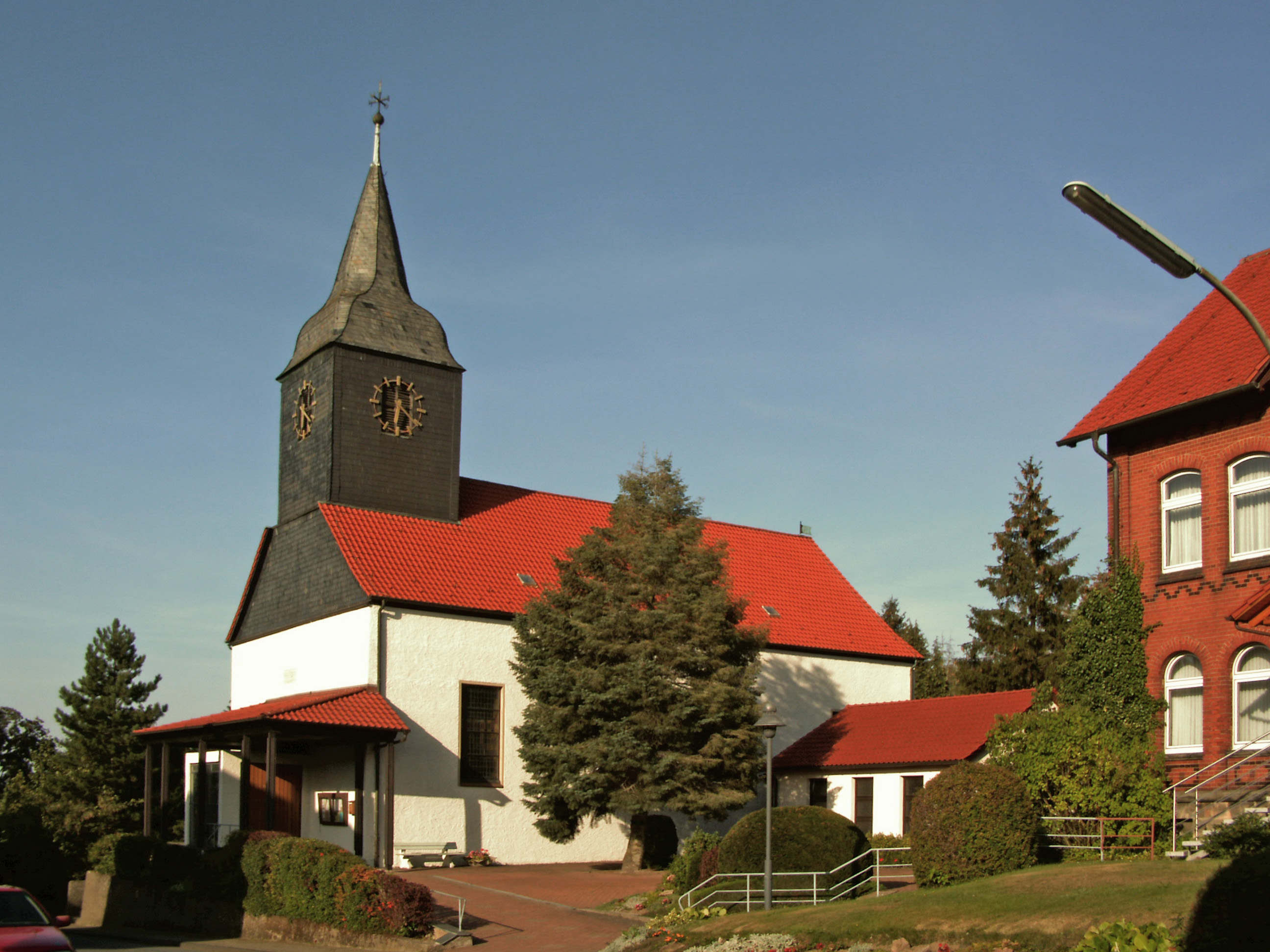
Katholische Kirche Heilige Familie

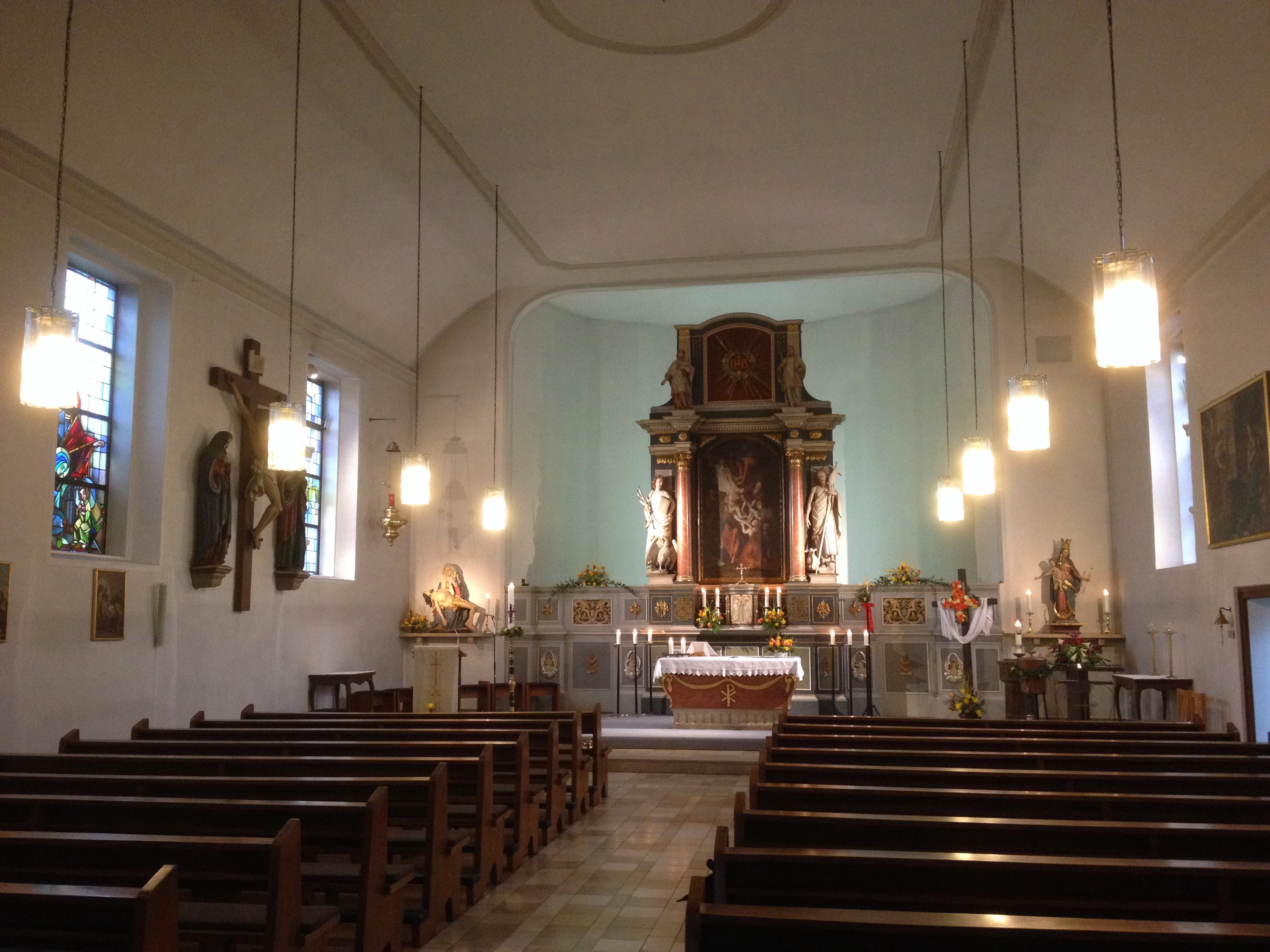
Innenraum

Die Kirche Heilige Familie ist die katholische Kirche in Vienenburg, einem Stadtteil der Kreisstadt Goslar in Niedersachsen. Sie ist eine Filialkirche der Pfarrgemeinde Liebfrauen mit Sitz in Bad Harzburg, im Dekanat Goslar-Salzgitter des Bistums Hildesheim. Die nach der Heiligen Familie benannte Kirche befindet sich in der Friedrich-Rese-Straße 38.

## Geschichte
Nachdem die 1306 erbaute Burg Vienenburg im Jahre 1642 oder 1643 zum Hochstift Hildesheim kam, nutzte die nun eingerichtete katholische Amtspfarrei die Burgkapelle für ihre Gottesdienste. Während der späteren Zugehörigkeit zu Preußen verfiel jedoch die Burg und die Burgkapelle musste geschlossen werden. Von 1824 an fanden die Gottesdienste der katholischen Gemeinde Vienenburg-Lochtum in der Kirche des Klosters Wöltingerode statt.
Da den Vienenburger Katholiken der Weg nach Wöltingerode zu weit war, wurde, mit großer Eigenleistung der Gemeinde, die heutige Kirche erbaut. Am 5. September 1826 fand das Richtfest statt, und am 8. Dezember 1829 folgte durch Bischof Godehard Joseph Osthaus die Weihe. 1954 bekam die Kirche ihre erste Heizung.
Seit dem 1. Juli 2007 gehört die Kirche zur Pfarrei Liebfrauen, die Pfarrgemeinde Hl. Familie wurde zu diesem Zeitpunkt aufgehoben. Ebenfalls seit dem 1. Juli 2007 gehört die Kirche zum damals neu errichteten Dekanat Goslar–Salzgitter. Zuvor gehörte sie zum Dekanat Goslar, das zu diesem Zeitpunkt aufgelöst wurde. Heute wird der Erhalt der Kirche und das Gemeindeleben vom Verein zu Förderung der Katholischen Kirchengemeinde Hl. Familie Vienenburg e. V. unterstützt.

## Architektur und Ausstattung

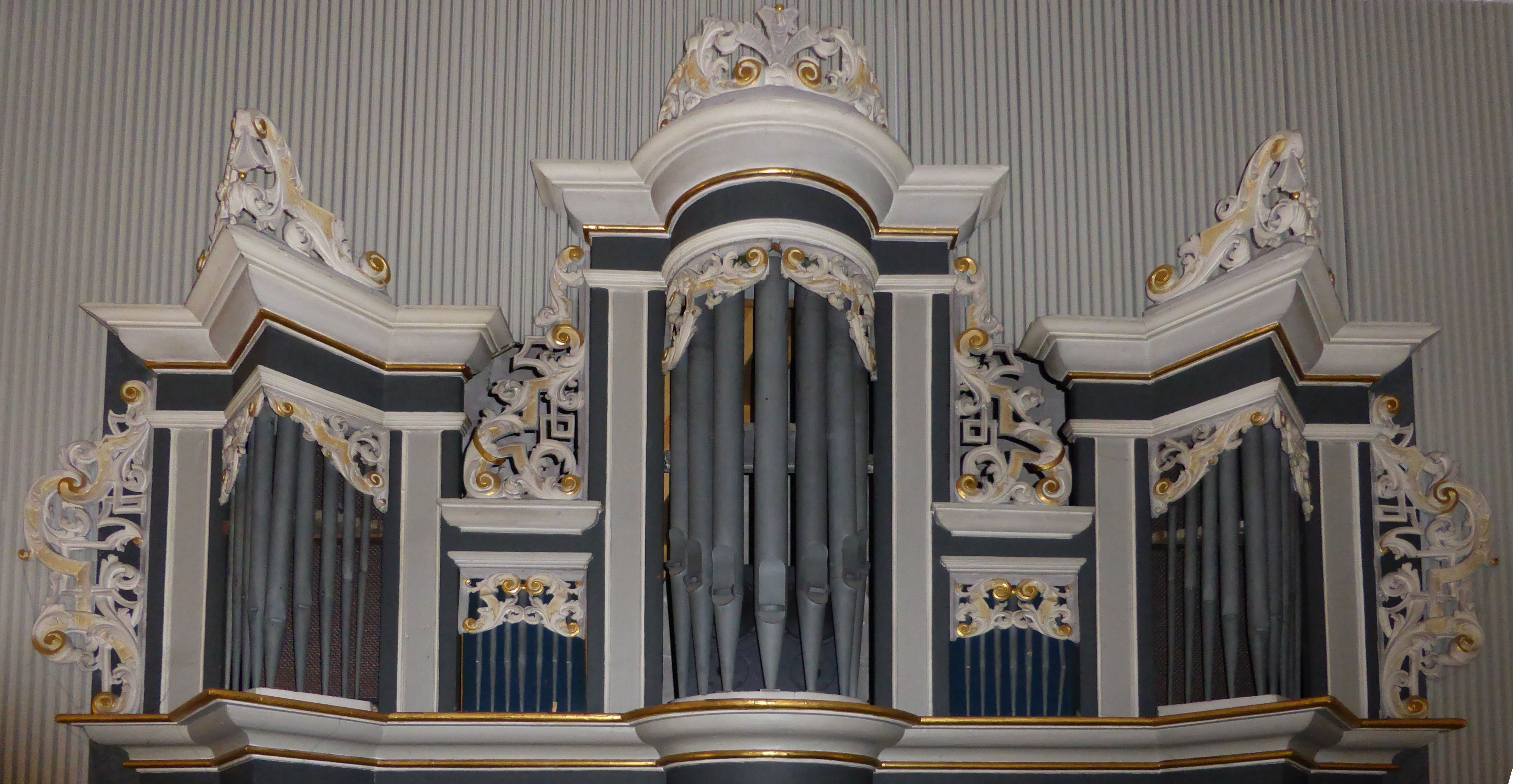
Orgel

Die geostete Kirche, ein heute überwiegend verputzter Fachwerkbau auf Bruchsteinsockel, ist durch ihre Lage in rund 158 Meter Höhe über dem Meeresspiegel bereits von der Bundesautobahn 36 aus sichtbar. Der als großer Dachreiter ausgeführte Turm sowie der Chor sind mit Schiefer eingedeckt. Ein außen am Chor angebrachtes Missionskreuz erinnert an die Volksmission von 1976.
Die mit einem Pultdach versehene Eingangshalle wurde im Jahre 1859 zugefügt. Das Buntglasfenster im Vorraum der Kirche wurde von A. Reinker aus Everswinkel entworfen und 1986 von der Glasmalerei Peters aus Paderborn angefertigt. Es zeigt die Heilige Familie mit dem Psalmvers Ps 122,1 , flankiert vom Jerusalemer Tempel sowie dem Petersdom in Rom, dem Dom in Hildesheim und der Vienenburger Kirche. Die Buntglasfenster im Kirchenschiff sind ein Werk der Glaswerkstatt G. Deppen u. Söhne aus Osnabrück.
Das Gestühl lässt einen Mittelgang frei und bietet rund 150 Besuchern Platz. Der am 14. Mai 1643 konsekrierte Johannesaltar ist ein ehemaliger Seitenaltar des Klosters Wöltingerode, auch die zwölf Apostelbilder und der Beichtstuhl stammen von dort. Die Statuen des Altars stellen die heiligen Johannes Nepomuk, Johannes von Krakau, Johannes den Evangelist und Johannes den Täufer dar. Das Altarbild zeigt die Kreuzabnahme Jesu.
An den Seitenwänden der Kirche hängen 14 Kreuzwegstationen. Das über der Tür zur Sakristei befindliche Gemälde stellt die Verkündigung des Herrn durch den Erzengel Gabriel an Maria dar. Zur Innenausstattung der Kirche gehören ferner ein Taufstein, eine Kreuzigungsgruppe, eine Pietà, eine Darstellung des Heimgangs Marias, eine Kopie des Gnadenbildes Unserer Lieben Frau von der immerwährenden Hilfe sowie eine Mondsichelmadonna, vor der Opferkerzen aufgestellt werden können.
Eine weitere katholische Einrichtung in Vienenburg ist der an der Kirche befindliche Friedhof mit einer eigenen Kapelle. Das am 3. Mai 1952 als Jugendheim St. Bernhard von Bischof Joseph Godehard Machens eingeweihte Pfarr- und Jugendheim der Kirchengemeinde wurde 1975 nach dem in Vienenburg geborenen Bischof Friedrich Reese benannt. Auch die Straße, an der sich die Kirche und das Pfarr- und Jugendheim der Kirchengemeinde befindet, trägt seinen Namen.